# 朱希良
朱希良（1776年—？年），字亦房，號榴軒。順天府大興縣人，嘉慶二十四年（1819年）己卯恩科進士。曾任四川省重慶府璧山縣知縣。曾任道光《重慶府志》協修。